# 黄臀象鼩
黄臀象鼩（學名Rhynchocyon chrysopygus）是非洲的一種象鼩。

## 特徵
黃臀象鼩的大小如兔，只分佈在肯雅蒙巴薩北部的阿拉布口索口科國家公園（Arabuko Sokoke National Park）。牠們的臀毛金色，與其他深色毛成強烈對比，故得此名。幼鼩如東非象鼩般有像棋盤的斑紋。

## 行為
黄臀象鼩棲息在常綠林的森林植被，會逗留在葉堆中尋找草蜢、甲蟲、蜘蛛及其他細小的無脊椎動物作為食物。
黃臀象鼩有多種策略來避開掠食者。當掠食者接近牠們時，牠們會拍打葉子令掠食者知道已被發現，不要浪費時間追逐牠們。牠們行動快速，速度高達每小時25公里。被追逐時，臀部的金毛會吸引其注意力，減低被殺死的機會。另外，牠們有幾個巢穴，可以擾亂掠食者。

## 保育
黃臀象鼩由於其分佈地有限，故處於瀕危狀況。牠們也被野狗等獵殺。黃臀象鼩於2007年被列為頭十位的邊緣物種。

## 外部連結
- EDGE of Existence（页面存档备份，存于）
- ARKive